# Amir Khusrow
Amir Khosrow (Patiyali, 1253 – Delhi, 1325) è stato un poeta indiano.

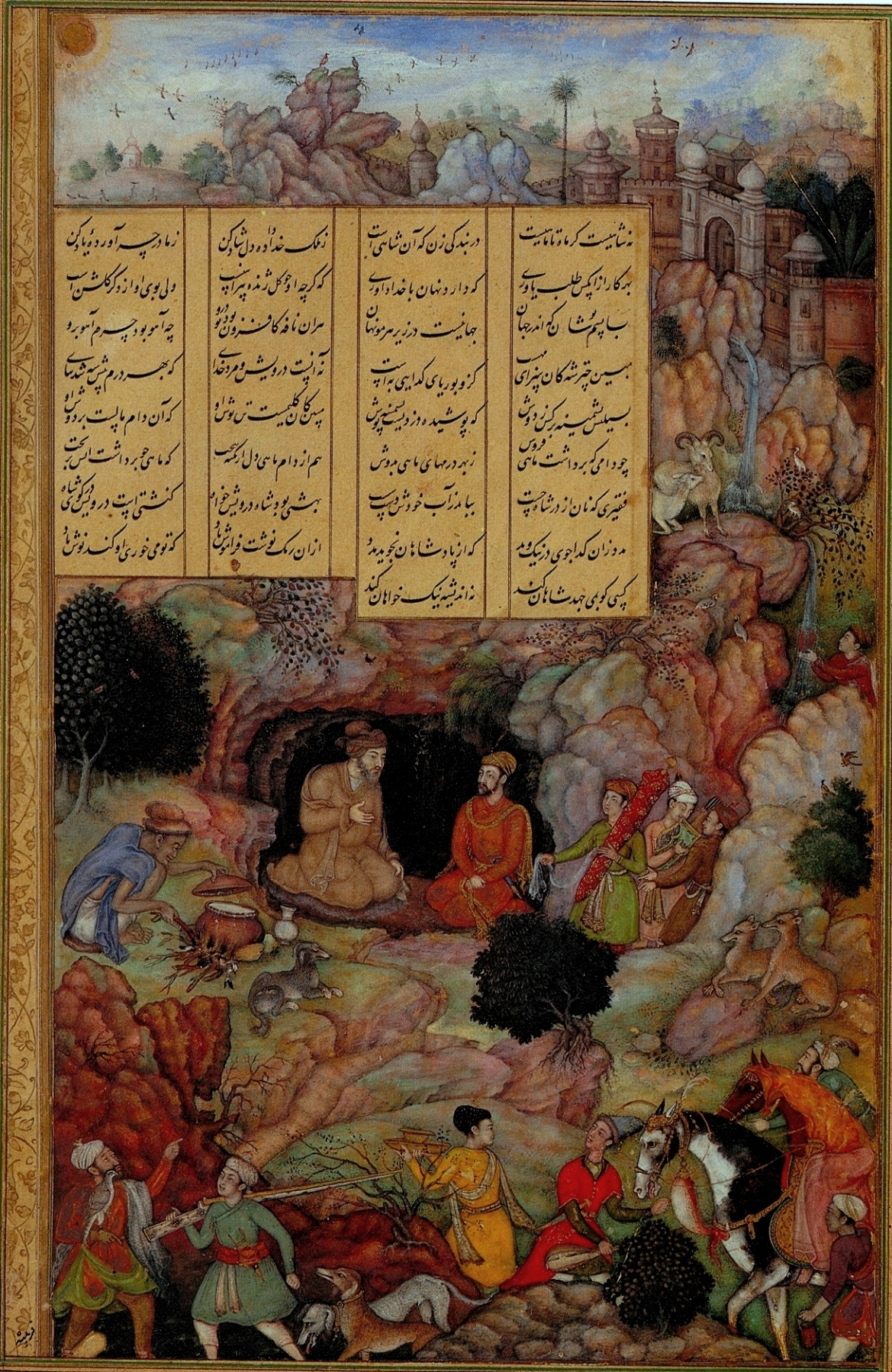
Pagina da un manoscritto disperso di Amir Khusrow, Khamsa-e-Nizami

È noto anche come Amir Khusro o Abū l-Ḥasan Yamīn al-Dīn Khusrow (in persiano ابوالحسن یمین‌الدین خسرﻭ‎, devanagari अबुल हसन यमीनुद्दीन ख़ुसरो) o  Amīr Khusrow Dehlawī (in persiano امیر خسرو دهلوی‎, in urdu امیر خسرو دہلوی‎?).

## Biografia
Di padre persiano e madre indiana, fu un personaggio eclettico che si dedicò sia alla vita ascetica sia alle arti poetiche che a quelle musicali; studioso e musicista indio-persiano,  mistico Sufi e discepolo spirituale di Niẓāmuddīn Awliyāʾ a Delhi.
Per quanto riguarda l'ambito musicale è noto perché introdusse all'interno della musica classica indiana alcuni elementi appartenenti alla musica araba e persiana. Inoltre è il padre del genere del khayal e tarana.  Fu un poeta di corte, infatti poetò per 7 sultani musulmani di Delhi.
I suoi componimenti poetici sono scritti sia in persiano sia in hindi. 
Scrisse ghazal, masnavi, versi liberi e quartine il tutto raccolto in 5 divan in diversi periodi della sua vita me il suo lavoro principale è la khamsè, ovvero una raccolta di 5 testi epici, prendendo come spunto la celeberrima khamsè del poeta persiano Nezami (c. 1141–1209). Scrisse anche in prosa come ad esempio le Khazāʾin al-futūḥ (I tesori della conquista), detto anche Tārīkh-e ʿAlāʾī (La storia di ʿAlāʾ al-Dīn Khaljī). Un'altra sua opera importante è il Nuh Sipihr e il Tughlaq-nāmah.

## Poesia
Khusro ha scritto composizioni in persiano e hindavi (lingua madre di hindi  e urdu); a lui è tradizionalmente attribuita l'invenzione della tabla e del sitar, ma al riguardo vi sono pochi riscontri storici precisi.

### Traduzioni italiane di opere di N.K. vergate in lingua persiana
- Amir Khusraw da Delhi, Le otto novelle del paradiso, a cura di A. M. Piemontese, Soveria Mannelli, Ed. Rubbettino, 1996
- Amir Khusraw da Delhi, Lo specchio alessandrino, a cura di A. M. Piemontese, Soveria Mannelli, Rubbettino, 1999
- Amir Khusro, La storia dei quattro dervisci, ritradotta dall'inglese da A. Shah, Il punto d'Incontro, Vicenza 1992

Figura molto popolare e quasi leggendaria nel nord dell'India e in Pakistan, operò soprattutto all'interno della corte del sultanato di Delhi. La sua capacità di comporre contemporaneamente in più idiomi (oltre alle lingue indiane e al persiano, conosceva anche l'arabo e il sanscrito), lo colloca tra i precursori della poesia multilingue. In caratteri traslitterati, ecco l'esempio di una composizione in persiano (primo e terzo verso) e braj bhasha (secondo e quarto verso; il braj bhasha è un linguaggio dell'India centrale simile all'hindavi).
| Originale Zeehaal-e miskeen makun taghaful, duraye naina banaye batiyan; ki taab-e hijran nadaram ay jaan, na leho kaahe lagaye chhatiyan. | Traduzione italiana Non ignorare la mia miseria lusingando i tuoi occhi e tessendo storie; la mia pazienza è colma, o tesoro, perché non mi prendi nel tuo seno? |